# Paolo Montagna
Paolo Montagna (Città di San Marino, 28 maggio 1976) è un ex calciatore sammarinese, di ruolo attaccante, attuale presidente della Società Sportiva Cosmos.

## Carriera

### Club
Nelle annate 1999 e 2000 con la Cosmos riuscì a vincere tutti i trofei della Repubblica di San Marino, partendo dalla Coppa Titano passando poi per il Trofeo Federale e concludendo in con la conquista dello scudetto. Questi sono gli ultimi trofei ottenuti dai giallo-verdi nella loro storia.
Ha militato anche nella Juvenes/Dogana.

### Nazionale
Ha fatto parte della nazionale di calcio di San Marino e, con le sue 46 presenze, risulta essere uno dei giocatori sammarinesi con più partite giocate in assoluto.

## Palmarès

### Individuale
- Premio Pallone di Cristallo: 1

2011